# Povl Wöldike
Povl Jeremias Wöldike (13. august 1899 i København − 25. juli 1975) var en dansk skuespiller. Han var søn af operasanger og skuespiller Rolf Asker Wöldike (1852-1919).
Som skuespiller var Povl Wöldike tilknyttet Apollo Teatret og Det ny Scala i 1950'erne. Senere blev han freelance ved bl.a. Det ny Teater og Folketeatret. 
Wöldike er begravet på Assistens Kirkegård i Odense. 

## Udvalgt filmografi
- Den mandlige husassistent (1938)
- Forellen (1942)
- Afsporet (1942)
- Det ender med bryllup (1943)
- Det store ansvar (1944)
- Frihed, lighed og Louise (1944)
- Far betaler (1946)
- Brevet fra afdøde (1946)
- Hatten er sat (1947)
- Lejlighed til leje (1949)
- Den stjålne minister (1949)
- Lynfotografen (1950)
- Fireogtyve timer (1951)
- Vores fjerde far (1951)
- Kærlighedsdoktoren (1952)
- Fløjtespilleren (1953)
- Det gælder livet (1953)
- Sukceskomponisten (1954)
- Den kloge mand (1956)
- Far til fire og onkel Sofus (1957)
- Bundfald (1957)
- Skovridergården (1957)
- Ingen tid til kærtegn (1957)
- Krudt og klunker (1958)
- Ung kærlighed (1958)
- Pigen og vandpytten (1958)
- Verdens rigeste pige (1958)
- Vi er allesammen tossede (1959)
- Skibet er ladet med (1960)
- Reptilicus (1961)
- Pigen og pressefotografen (1963)
- Nyhavns glade gutter (1967)
- Og så er der bal bagefter (1970)
- Hurra for de blå husarer (1970)

### Tv-serier
- Livsens Ondskab (1972)

## Eksterne links
- Povl Wöldike på Internet Movie Database (engelsk)
- Povl Wöldike på Filmdatabasen
- Povl Wöldike på danskefilm.dk
- Povl Wöldike på danskfilmogtv.dk
- Povl Wöldike på Svensk Filmdatabas (svensk)
- Povl Wöldike på The Movie Database (engelsk)
- Povl Wöldike på gravsted.dk